# Dodro
Dodro è un comune spagnolo di 2 977 abitanti situato nella comunità autonoma della Galizia.